# Jean Talon
Pour les articles homonymes, voir Jean-Talon et Talon.

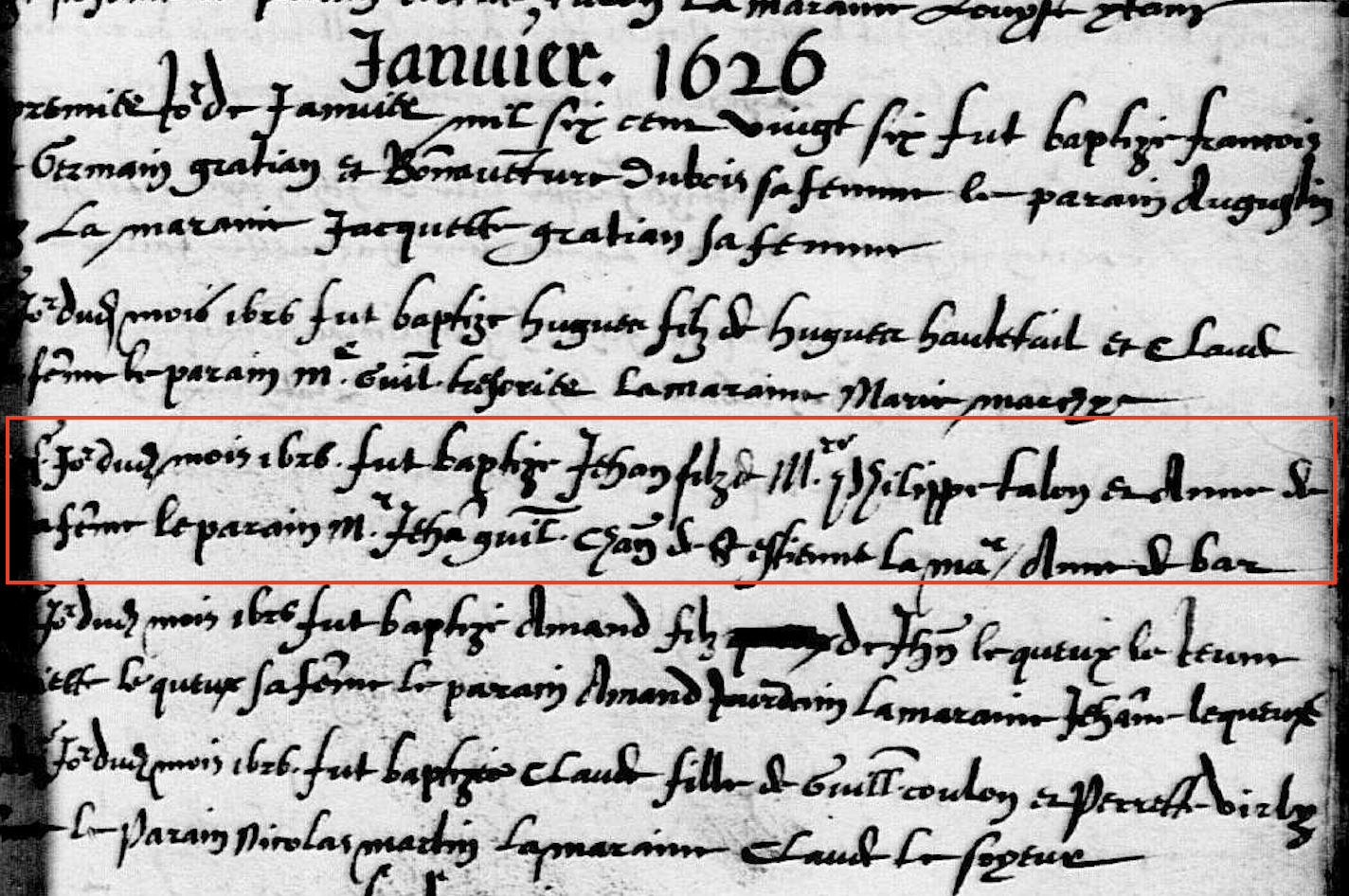
Acte de baptême de Jean Talon: on peut y lire clairement la forme ancienne de "Jean", écrite "Jehan".

Jean Talon, né en janvier 1626 à Châlons (paroisse Notre-Dame-en-Vaux), en France, et mort le 23 novembre 1694 à Paris (paroisse Saint-Sulpice, France), est le premier intendant de la Nouvelle-France à y exercer sa fonction. La colonie est devenue une province royale sous Louis XIV en 1663. Durant les cinq ans que le « grand intendant » y a passé, entre 1665 et 1672, il avait pour mandat d'en assurer le développement et la réorganisation afin d'affirmer l'autorité royale.

## Biographie

### Naissance et enfance

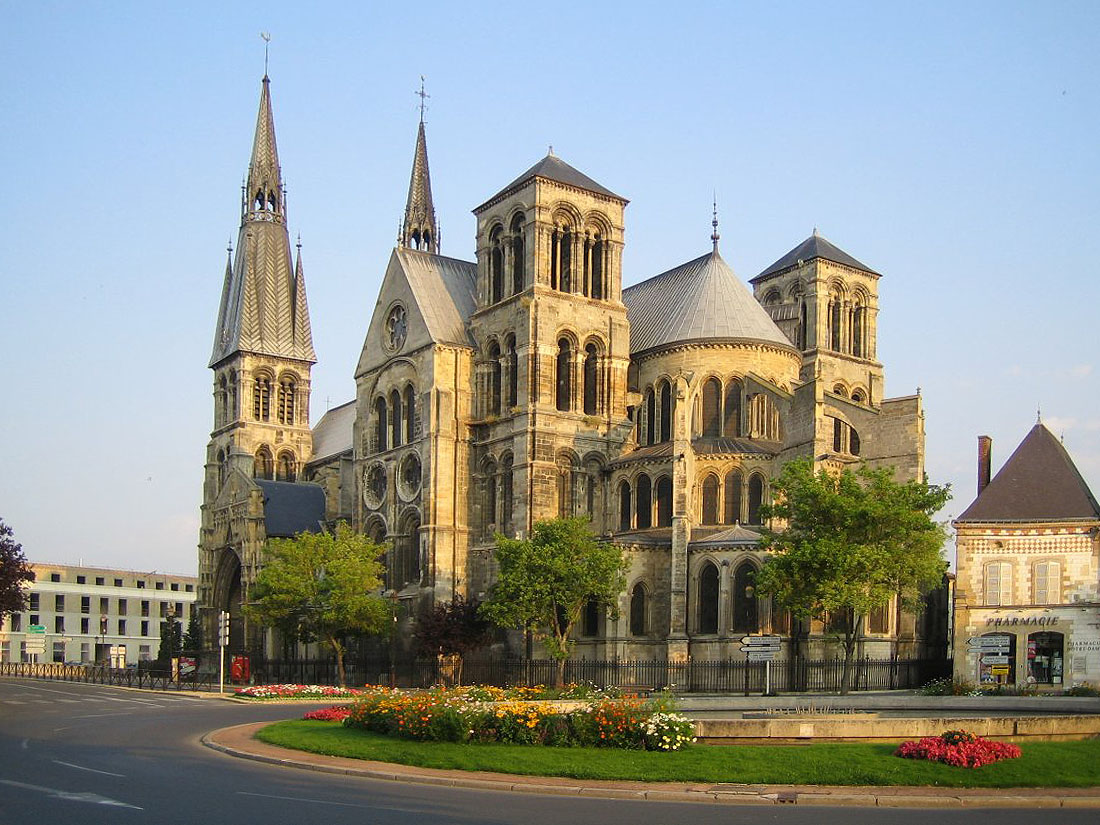
La collégiale Notre-Dame-en-Vaux où a été baptisé et inhumé Jean Talon.

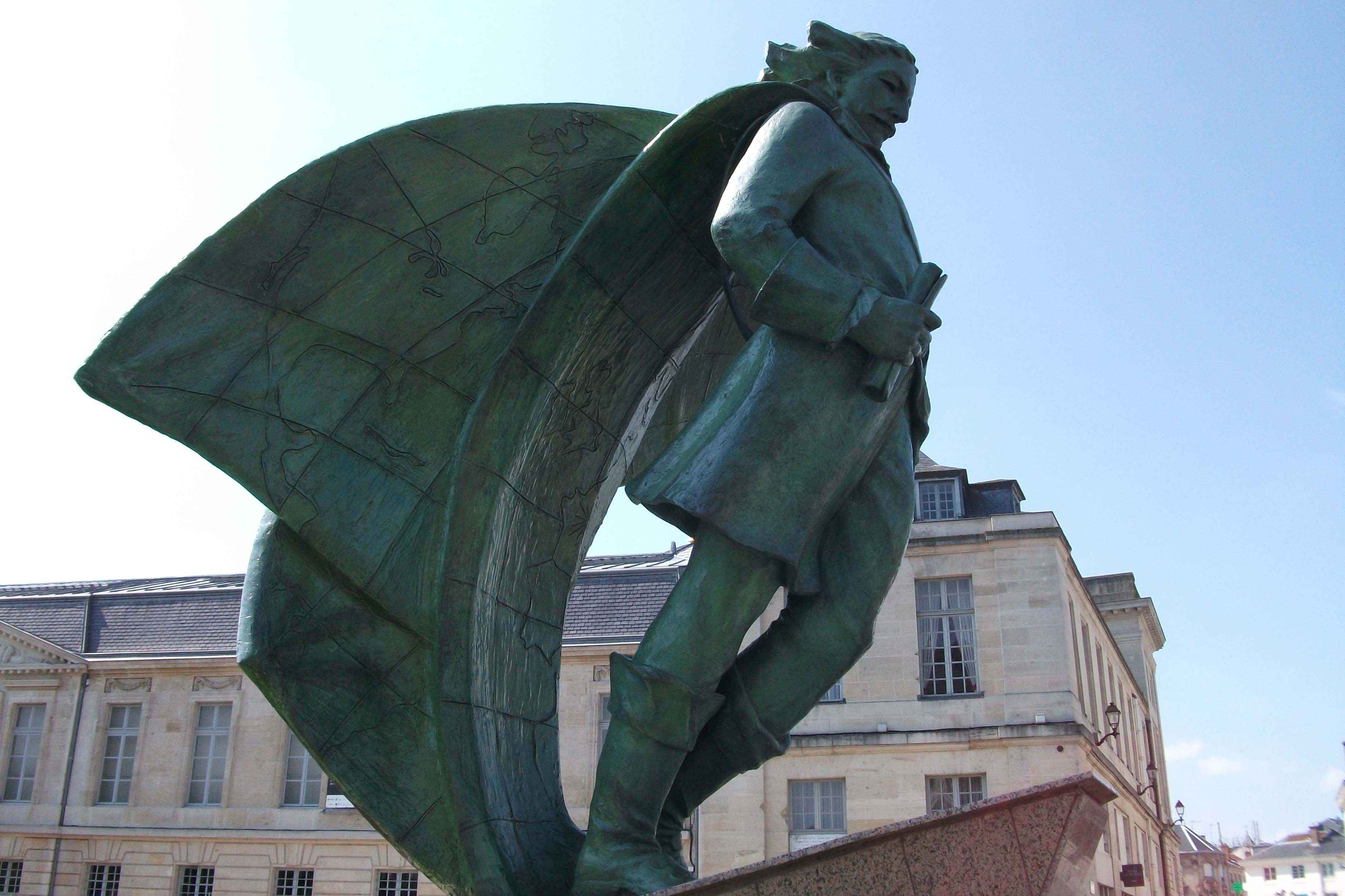
Statue de Jean Talon à Châlons-en-Champagne.

Jean Talon naît à Châlons-en-Champagne et est baptisé en la collégiale Notre-Dame-en-Vaux le 8 janvier 1626. Son père, Philippe Talon, et sa mère, Anne de Burry, ont eu 12 enfants dont trois ont occupé des fonctions administratives. Parmi ceux-ci, le frère de Jean, Claude, est intendant d'Oudenarde. Selon l'historien Jean-Claude Dubé, ce dernier aurait probablement accédé aux fonctions d'intendant « par l'intervention de son célèbre cousin, Omer Talon, pour qui le cardinal Jules Mazarin avait beaucoup d'estime ». Un autre frère, François, est avocat au Parlement et secrétaire du parlementaire Mathieu Molé. Il sera le seul membre masculin de la famille à se marier et à avoir des enfants. Leur sœur Anne épouse pour sa part Jean Laguide dont elle a eu trois enfants.
Jusqu'en 1645, le jeune Jean étudie auprès des jésuites au collège de Clermont à Paris,, à la même époque que François de Montmorency-Laval. Nous avons ensuite peu de détails sur son parcours jusqu'en 1652. Selon Louis Dubé « il est employé […] par le secrétariat d'État de la guerre, dont Michel le Tellier est pourvu ».

### Vie adulte
Talon est nommé intendant de l'armée de Turenne et commissaire des guerres en Flandre en 1653, devient commissaire du Quesnoy en 1654 puis du Hainaut l'année suivante. En 1655, il est nommé intendant du Hainaut, un poste qu'il occupe pendant dix ans, soit jusqu'à ce qu'il soit nommé intendant de la Nouvelle-France. Il participe à la fortification de la ville du Quesnoy pour laquelle il reçoit plusieurs marques de reconnaissance et gratifications. Le roi Louis XIV lui octroie ainsi une terre dans la région du Hainaut.

#### Intendant de la Nouvelle-France, 1665-1668
Dès 1663, Louis XIV, appuyé par son ministre Jean-Baptiste Colbert, souhaite « remettre de l'ordre » dans ses colonies, aux Antilles mais aussi au Canada, et y « réaffirmer l'autorité de la monarchie ». En mars, un édit érige la Nouvelle-France en province royale : 
Depuis qu'il a plu à Dieu de donner la paix à notre Royaume, nous n'avons rien eu plus fortement dans l'esprit que le rétablissement du Commerce comme étant la source et le principe de l'abondance que nous nous efforçons par tous moyens de procurer à nos peuples et comme la principale et plus grande importante partie de ce commerce consiste aux colonies étrangères auparavant que de penser a en établir aucunes nouvelles nous avons cru qu'il était nécessaire de penser à maintenir, protéger et augmenter celles qui se trouvent déjà établies.

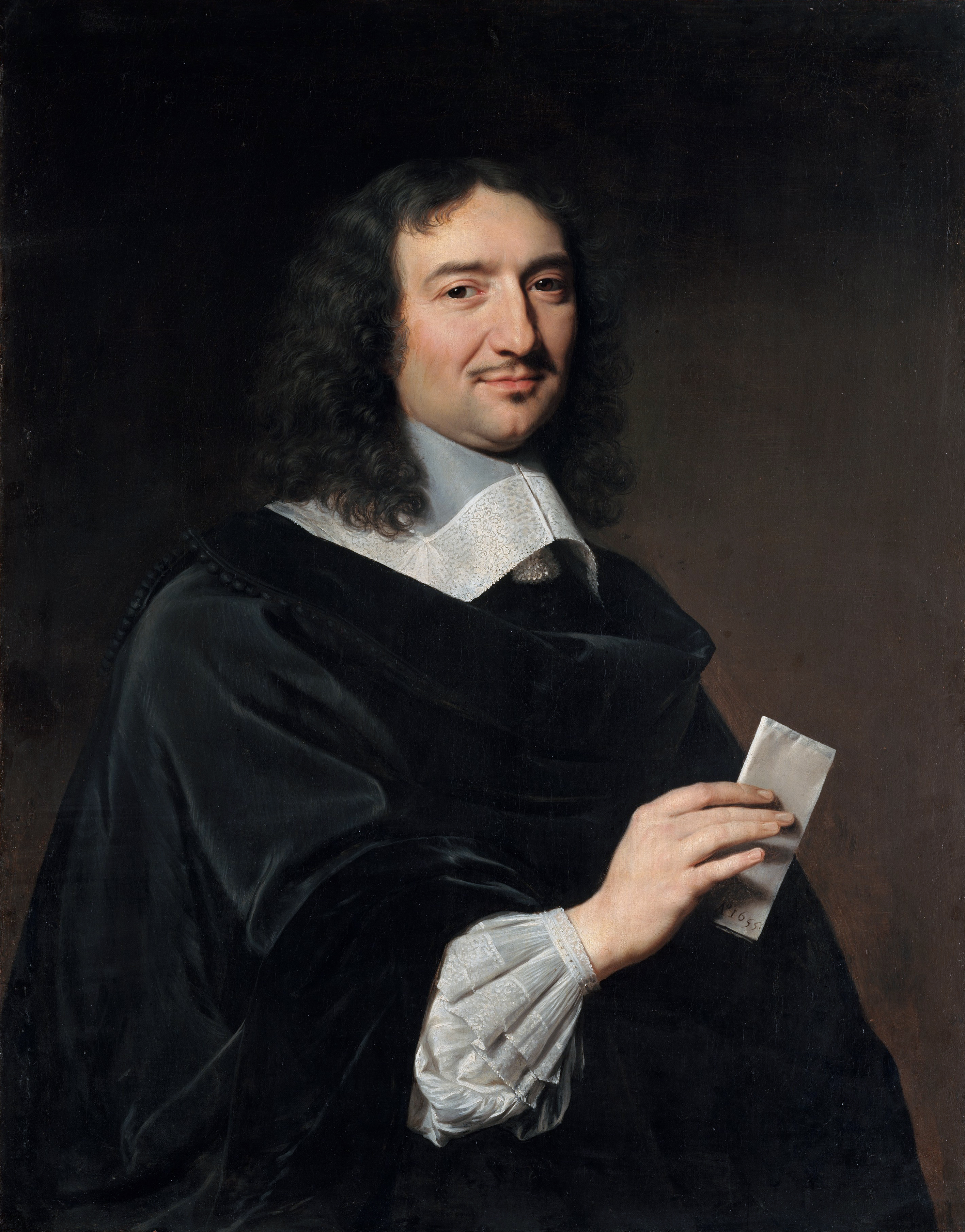
Jean-Baptiste Colbert est l'un des principaux ministres de Louis XIV.

Le Canada est alors en guerre constante avec les nations iroquoises, en plus d'être peu peuplé (3 000 personnes en 1663) et son commerce, peu diversifié. La paix signée avec les Iroquois en 1665, un gouverneur et un intendant doivent assurer les vues du roi et de son ministre Colbert. 
La Compagnie des Cent-Associés a été dissoute par Louis XIV en 1663 et remplacée en 1664 par la Compagnie des Indes occidentales. Le gouverneur de la Nouvelle-France en fonction, Augustin de Saffray de Mézy, a été rappelé en France à la suite des conflits qui l'opposaient à l'évêque de la Nouvelle-France, François de Montmorency-Laval, ; il est remplacé par Daniel Rémy de Courcelles le jour même de l'entrée en poste de Talon. Le Conseil souverain a quant à lui été créé en vertu d'un édit datant d'avril 1663. Il tient sa première séance le 18 septembre suivant à Québec. Le Conseil enregistre les lettres patentes de la Compagnie des Indes occidentales, de Courcelles et de Talon. Ce dernier y siège à son arrivée en 1665 en vertu de sa commission. Le Conseil souverain voit dès lors son rôle diminué dans l'administration coloniale au profit de l'intendant, devenant essentiellement une cour de justice. 

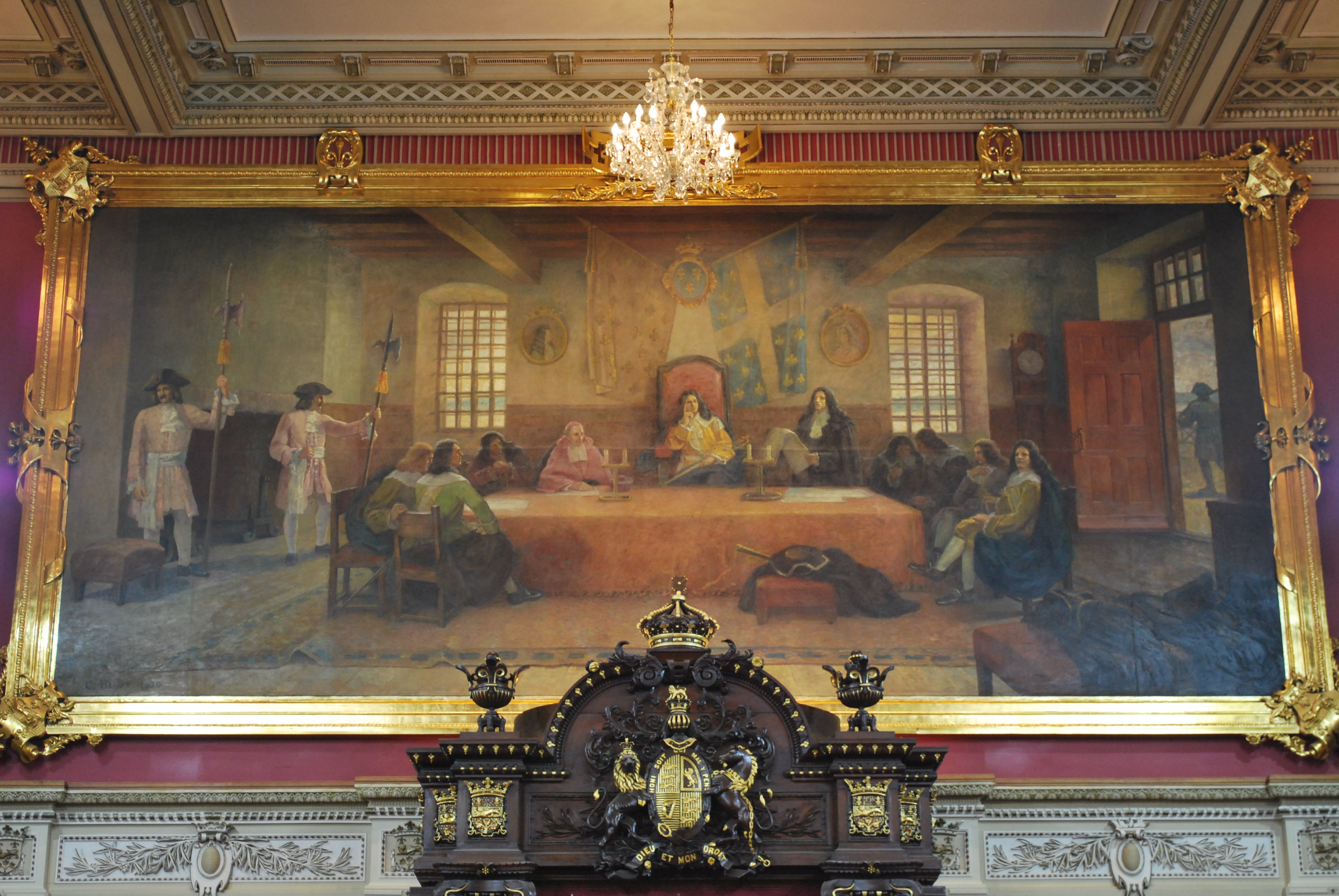
Le Conseil souverain.

À la dissolution de la Compagnie des Cent-Associés, on recense en Nouvelle-France 69 seigneuries administrées par 62 seigneurs et sept institutions religieuses (les jésuites, les sulpiciens et les ursulines, les hospitalières de Québec et les hospitalières de Montréal, la fabrique de la paroisse de Québec et la seigneurie de Sillery).  
C'est dans ce contexte que Jean Talon reçoit du roi la charge d'intendant pour le Canada, l'Acadie et Terre-Neuve le 23 mars 1665. Au cours des mois suivants, il devra s'occuper de toute l'administration civile, c'est-à-dire la justice, la police et les finances. Il devient ainsi le deuxième intendant après Louis Robert, mais le premier à se rendre en Nouvelle-France. Il débarque à Québec le 12 septembre 1665. Talon doit demeurer deux ans au Canada. Il y restera finalement une troisième année. 
Avant son départ pour la Nouvelle-France, Talon reçoit de Louis XIV et du ministre Colbert des instructions détaillées pour l’administration de la colonie. Le nouvel intendant doit prendre « les mesures les plus appropriées pour l’« augmentation » de la colonie, de façon qu’elle subvînt bientôt à ses besoins et pût fournir certains produits nécessaires à la croissance de l’industrie métropolitaine ; pour cela, il fallait peupler le pays, y développer la culture des terres et le commerce et y établir des manufactures ». 

Talon s'empresse ainsi de tracer un bilan de la situation et des besoins de la colonie. En 1666, il fait réaliser le premier recensement qui indique une population de 3 173 habitants d'origine européenne,. Grâce à ce recensement, il peut également « évaluer les richesses industrielles et agricoles de la colonie, la valeur des ressources forestières et minérales locales ainsi que le nombre d'animaux domestiques, de seigneuries, d'immeubles publics et d'églises ». Talon réalise de plus un Mémoire sur l'état présent du Canada destiné à Colbert en 1667.

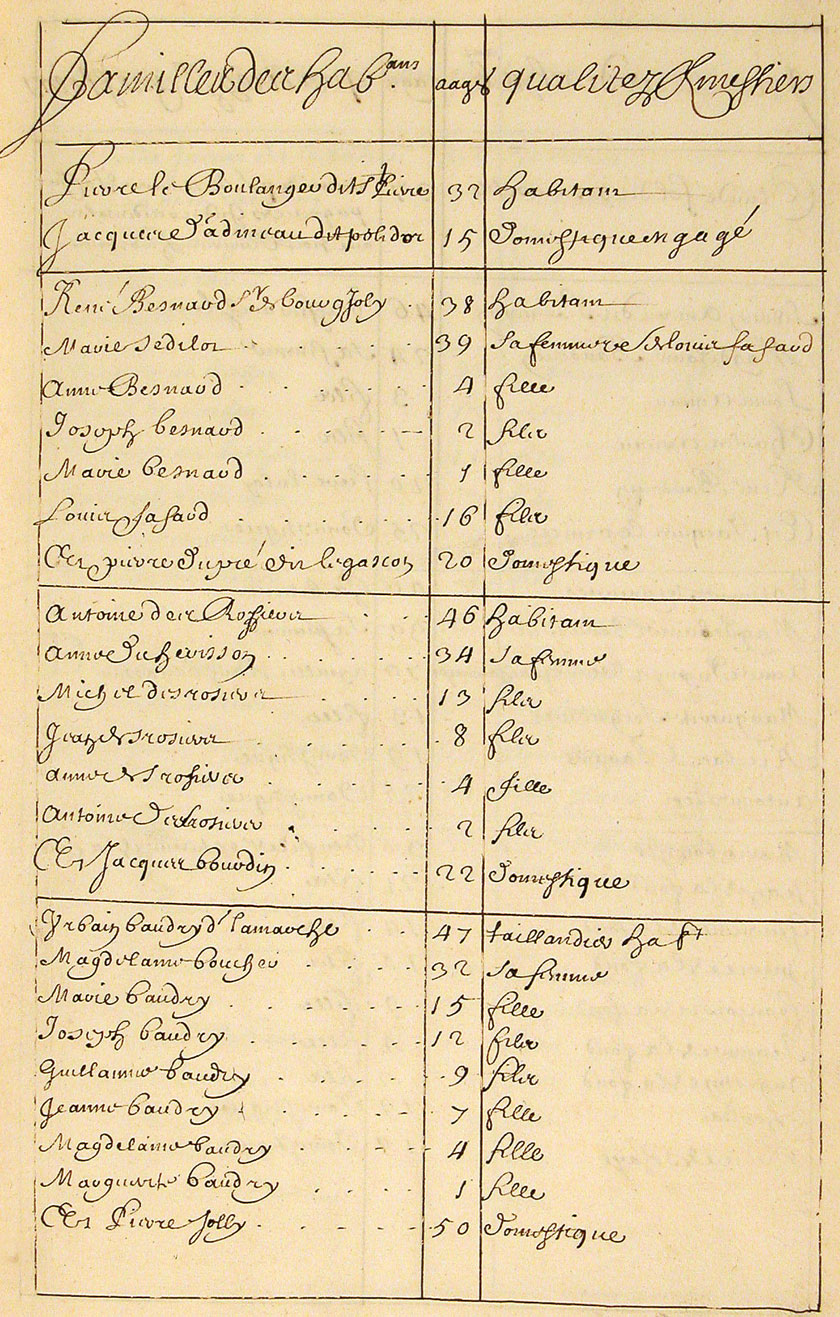
Une page du recensement de 1666 en Nouvelle-France.

Dans les instructions qu’il a reçues du roi, il est prévu que le nouvel intendant réforme la justice. Comme l'historienne Marie-Eve Ouellet le mentionne, Talon se fait « présenter toutes les causes et trier celles qu'il règlerait sommairement de celles qu'il expédiera aux juridictions inférieures. »
Il doit aussi veiller, avec le Conseil souverain, à « l’establissement d’une bonne police ». La première séance de son intendance, qui a lieu le 6 décembre 1666, voit Talon siéger avec le gouverneur Courcelles et Monseigneur de Laval, « conseiller perpétuel ». La justice seigneuriale est quant à elle restaurée en 1668. Finalement, afin de rendre la justice plus efficace et accessible, il veille à en simplifier les procédures. 
Par ailleurs, afin d’accroître la population de la colonie, Talon adopte diverses mesures. Il fait d’abord appel au régiment de Carignan-Salières, formé de 1 200 soldats, qui avait été dépêché en 1665 afin de défendre la colonie contre les Iroquois. Avec le retour de la paix, le régiment est dissous. Talon incite les soldats et les officiers à rester au Canada en leur offrant des terres et de l'argent. Environ 800 soldats du régiment et de compagnies arrivées en 1670 resteront à demeure en Nouvelle-France.
Talon fait également accélérer la venue de jeunes femmes à marier de France : les filles du Roi. Entre 1663 et 1673, près de 800 d’entre elles trouveront un mari et fonderont une famille. Ce sont donc environ 1 500 colons qui s'établissent en Nouvelle-France entre 1665 et 1672, soit comme simples immigrants ou encore comme engagés,.
Conformément aux instructions du roi, datées du 27 mars 1665, il remédie à l’éparpillement de la population en faisant défricher « de proche en proche ». Le roi constate que les habitants ont construit leur maison à l'endroit qui leur convenait, ce qui fait qu'elles sont éloignées les unes des autres. Dans le contexte des guerres avec les Iroquois, il convient plutôt de les regrouper. Dans cet ordre d'idées, Louis XIV demande à Talon de réduire les habitations « en la forme de nos paroisses et de nos bourgs ».  

Toujours dans ses instructions, Talon voit l’œuvre des Jésuites y être vantée, mais il peut aussi lire qu'ils ont pris « une autorité qui passe au-delà des bornes de leur véritables possession, qui ne doit regarder que les consciences. » Le roi a intimé à l'intendant de « tenir dans une juste balance l'autorité temporelle qui réside en la personne du roi et en ceux qui le représentent, et la spirituelle qui réside en la personne dudit sieur évêque et des jésuites, de manière toutefois que celle-ci soit inférieure à l'autre ». Jean-Baptiste Colbert confie donc à Talon le mandat de surveiller les ecclésiastiques de la colonie. Dans le mémoire que l'intendant lui adresse en 1667, il s'arrête sur l'autorité ecclésiastique :  
[Elle] a pris de nouvelles forces et s'est rendue si redoutable que j'ose assurer que tandis qu'elle demeurera au point ou je la vois, vous Monseigneur et ceux qui auront l'honneur de servir ici sous vos ordres auront beaucoup de peine à faire valoir les bonnes intentions de Sa Majesté pour l'augmentation de cette colonie qui sera toujours de beaucoup retardée par la crainte que l'Église a fait naître de son gouvernement qu'on peut dire être trop souverain et étendue au-delà de ses bornes.  

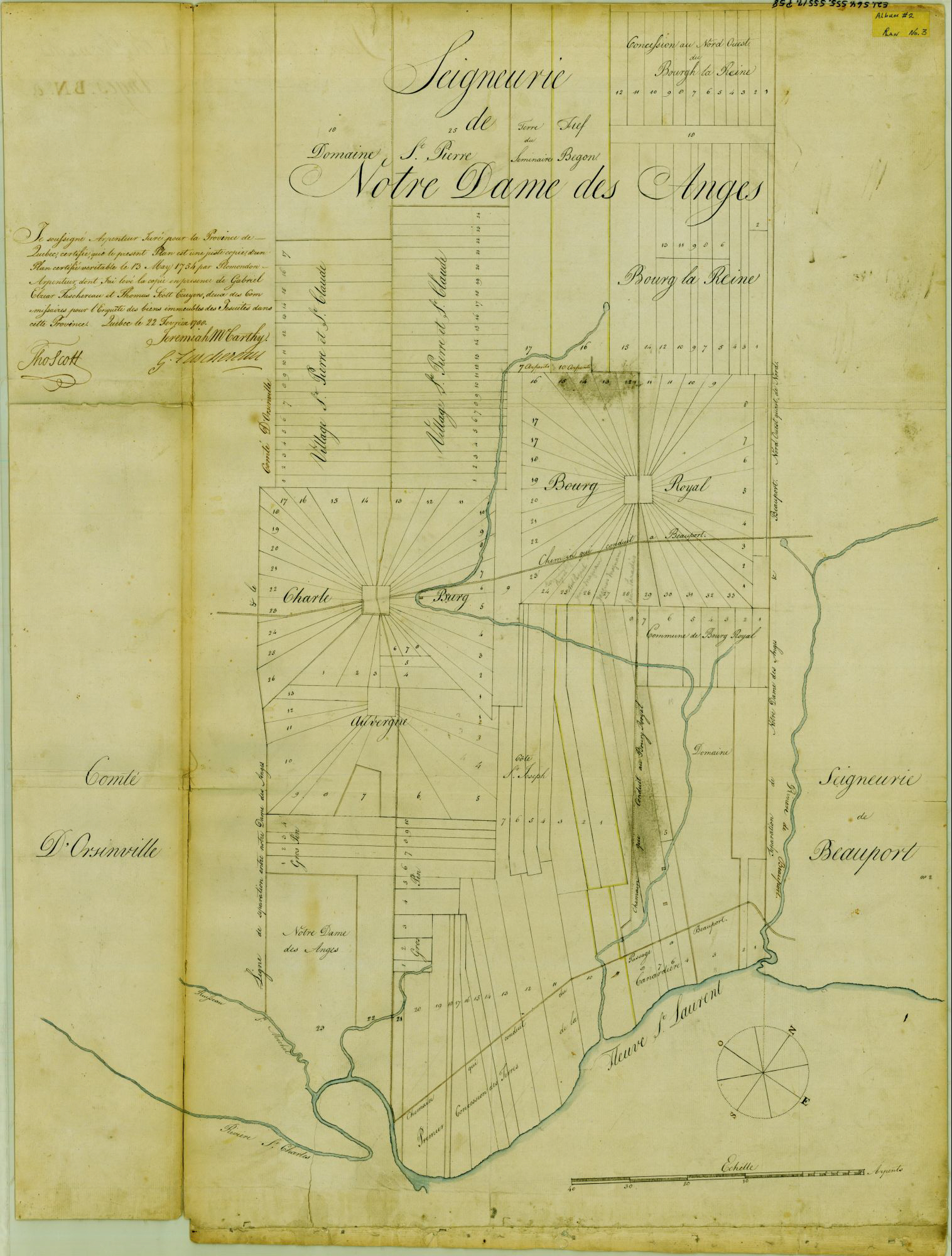
Talon exproprie les Jésuites d'une partie des terres de leur seigneurie de Notre-Dame-des-Anges pour établir trois bourgs. Ce plan de la seigneurie date de 1754.

Concédée aux Jésuites en 1626, la seigneurie de Notre-Dame-des-Anges s’étendait alors au nord de Québec à partir de la rive nord de la rivière Saint-Charles sur une profondeur de 20 km environ. Le recensement de 1666 dénombre 112 habitants sur ce territoire, ce qui est appréciable pour l'époque. Les Jésuites avaient rempli adéquatement leurs obligations de défrichement et d'établissement de colons. Cependant, les terres concédées jusque-là se trouvaient principalement dans la partie sud de la seigneurie, près de la rivière, laissant une grande superficie sans établissement.  
Talon jette son dévolu sur les terres situées au nord de la seigneurie. Les Jésuites sont contraints de céder une partie de la seigneurie de Notre-Dame-des-Anges afin de fonder trois bourgs : Bourg-Royal, Bourg-la-Reine et Bourg-Talon. Le plan radiant, inspiré du découpage jésuite, adopté par Talon est tout à fait nouveau dans la colonie et ne sera pas reproduit ailleurs par la suite. Des trois villages planifiés, il n’y a que celui du Trait-Carré qui sera effectivement créé et qui formera plus tard la paroisse de Charlesbourg. 
Tout au long de ce mandat, les relations entre Talon et Mgr de Laval et entre lui et les Jésuites sont tendues en raison entre autres de question comme la dîme, l'autorisation de le traite d'eau-de-vie avec les Autochtones, l'expropriation d'une partie de la seigneurie de Notre-Dame-des-Anges ou encore de l'affaire des Dames de la Sainte-Famille. Comme le note l'historien Alain Laberge, ses relations tendues avec l'Église lui ont valu de sévères critiques de la part des historiens ecclésiastiques plus tard au XIXe siècle. 

Rapidement, Talon constate l’immensité du Canada, dont « [il] ne connait pas les bornes ». Dès le 5 avril 1666, il écrit à Colbert afin d'étendre les frontières de la colonie. À plusieurs reprises, ce dernier lui rappelle que ce n'est pas les vues du roi. Le secrétaire d’État Colbert écrit à Talon, le 5 avril 1666, pour le prévenir de  
faire réflexion avec [le lieutenant général] M. de Tracy et les autres officiers qu’il [vaut] mieux se restreindre à un espace de terre que la colonie sera elle-même en état de maintenir [plutôt] que d’en embrasser une trop vaste quantité dont peut-être on serait un jour obligé d’abandonner une partie avec quelque diminution de la réputation de Sa Majesté.  
Talon ne s'avoue pas vaincu pour autant et persévère dans cette voie. D'aucun ont dit que c'était par intérêt commercial, d'autres par visées impériales. Soucieux d'accroître les connaissances géographiques du territoire, l’intendant demande aux explorateurs de tenir un journal et, lors des prises de possession, d'« arborer les armes du Roy et dresser des procès verbaux pour servir de titres ».  
Quoi qu'il en soit, l'intendant multiplie les gestes pour augmenter la population. Il met en place un livre terrier dès 1667, ce qui lui permet de distribuer soixante fiefs non concédés et de créer de nouveaux établissements à proximité de Québec. Il recommande de scinder les seigneuries de trop grande taille. Il prévoit, chaque année, 30 ou 40 lots défrichés pour les nouvelles familles. Dans une ordonnance du 22 mai 1667, il oblige « le censitaire de tenir feu et lieu dans les 12 mois de la concession, de défricher et de mettre en culture deux arpents par année, sous peine de rétrocession de la propriété ainsi concédée; et défense de vendre sa terre avant qu'il n'y ait bâti une demeure et défriché deux arpents ».  
Un des aspects essentiels du plan de Talon vise à la fois à développer et à diversifier l’économie de la colonie en encourageant l'agriculture, la pêche, l'exploitation forestière et l'industrie ainsi que le commerce des fourrures. L’intendant cherche à encourager l'autosuffisance de la colonie. Il pouvait se vanter, en 1671, de pouvoir s'habiller de la tête aux pieds avec des produits manufacturés au pays.
L'intendant Talon fait développer l’agriculture de manière intensive. Il favorise d’abord la culture du blé ainsi que celle de légumineuses (pois, fèves), des aliments constituant la base de l’alimentation des colons. Il fait introduire de nouvelles cultures à caractère commercial (chanvre, houblon, lin), qu’il entend transformer dans les manufactures qu’il projette d’établir. En 1668, le nombre d’hectares cultivés s’établit à 5 350, soit 1 350 de plus que l’année précédente. André Vachon rapporte que « de 1667 à 1668, le nombre d'arpents en culture passa dans la colonie de 11 448 à 15 649 ».
Talon a tout mis en œuvre pour développer l’élevage. Le cheptel de la Nouvelle-France, constitué essentiellement de bovins et de porcs, a à la fois augmenté et diversifié. Durant son administration, il fait venir des chevaux et des moutons de France. « Ce serait à partir de quelque 80 chevaux introduits en Nouvelle-France à l’époque de Talon que se serait développé le cheval canadien ». 

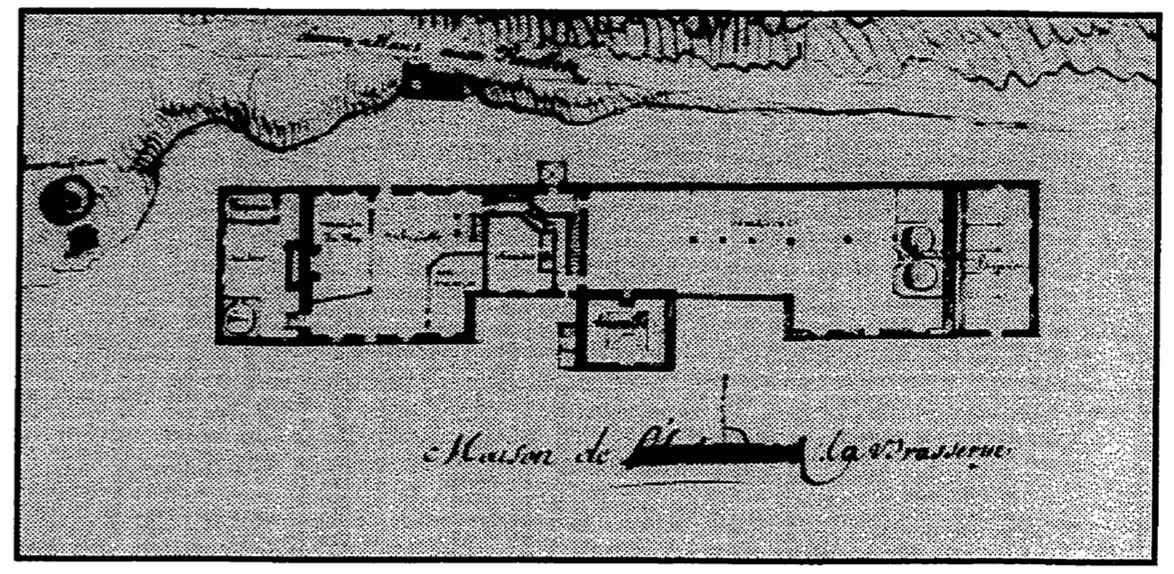
Talon fait établir une brasserie en 1668.

Talon encourage aussi l’artisanat domestique. Il introduit dans la colonie les métiers à tisser, qu’il fait distribuer dans les maisons particulières. Il établit à Québec une manufacture de chapeaux et favorise, en 1668, la création d’une tannerie à la Pointe-Lévy. En 1673, elle produisait déjà 8 000 paires de souliers par année. 
Afin de transformer le houblon et l'orge cultivés dans la colonie, il met sur pied, de 1668 à 1669, la première brasserie commerciale de la Nouvelle-France au pied de la falaise adjacente à l'Hôtel-Dieu de Québec. Au printemps 1670, la production de bière commence ; « le 2 novembre 1671, Talon annonçait à Colbert qu’elle pouvait fournir 2 000 barriques de bière pour les Antilles et pareille quantité pour la consommation locale ». La brasserie devait toutefois fermer ses portes trois ans après le départ de Talon. En 1686, M. De Meulles, transforme le lieu en palais pour les intendants. L'édifice est incendié (en 1713 et en 1726) et reconstruit à deux reprises avant d'être finalement détruit pendant le siège de Québec en 1775.
Talon s’intéresse également aux ressources forestières de la colonie. Sa préoccupation est de développer son commerce avec la métropole (mâts pour les navires et bois de construction) et avec les Antilles (bois plus légers). Les projets de l’intendant dans ce secteur d’activité sont freinés du fait qu’il n’existe alors qu’un seul moulin à scie en Nouvelle-France. Il s’intéresse en plus aux autres produits que l’on pouvait tirer de l’exploitation des forêts : le goudron, la potasse et le savon mou. Un bâtiment destiné à la fabrication de la potasse est construit en 1670 en basse-ville de Québec (aujourd'hui le 940, rue Saint-Vallier Est).
André Vachon rapporte que « L’intérêt que Talon portait à la culture du chanvre, à l’exploitation du bois et à la fabrication du goudron était lié directement à l’industrie de la construction navale qu’il s’efforçait d’implanter dans la colonie. » En 1671, il entame la construction d'un premier navire de 400 à 500 tonneaux. Un autre vaisseau de 800 tonneaux est ensuite mis en chantier. Mais le travail était compliqué, étant donné la rareté de la main d’œuvre spécialisée dans la colonie. Après le départ de l'intendant, le projet d'établir une véritable industrie navale en Nouvelle-France est abandonné.
De plus, Talon envisage avec intérêt de développer les pêcheries, peut-être la ressource la plus importante de la colonie. Le 4 octobre 1665, il écrit à Colbert qu’il avait réuni des hommes « pour travailler à la pesche ». Là encore, il aurait souhaité que cette activité soit pratiquée en vue d’en exporter les fruits. Tout juste avant son départ définitif, il tente de mettre en forme une compagnie regroupant les habitants intéressés à la pêche. Il n’a cependant pas le temps de le faire.
Talon a conscience de la richesse du sous-sol de la Nouvelle-France. André Vachon indique qu'« Il s'intéressa en particulier au charbon du Cap-Breton, au cuivre du lac Supérieur et au fer des Trois-Rivières. »
Enfin, il s’agissait ultimement pour l'intendant de dépasser l’autarcie, afin de mettre en place une véritable économie d’exportation coloniale. « Les efforts déployés par Talon dans les domaines de l’agriculture, de l’industrie forestière et des pêcheries, sans oublier sa politique de peuplement et de colonisation, avaient pour but ultime l’établissement d’un grand commerce. C’est cet objectif qui donne à son œuvre son admirable unité. Dans tous les secteurs de l’économie coloniale, il voulait arriver à produire pour l’exportation ». Il a donc fait mettre en place un commerce triangulaire entre le Canada, les Antilles et la France à cette fin.
Une fois son mandat achevé, au bout de trois ans, Jean Talon quitte Québec pour la France en novembre 1668.

#### Intendant de la Nouvelle-France, 1670-1672 (deuxième mandat)
Le roi et son ministre Jean-Baptiste Colbert ayant été très satisfaits de son intendance, ils le convainquent de retourner dans la colonie dès le printemps de 1669. Talon reçoit sa commission le 10 mai et ses instructions le 17. Il s'embarque pour le Canada le 15 juillet 1669, mais une violente tempête retarde le voyage d'un an. Pendant ce temps, il adopte plusieurs mesures, travaillant notamment au retour des Récollets dans la colonie. 
Talon quitte enfin la France vers le 22 mai 1670 à bord de la frégate L'Hélène de Flessingues ou Sainte-Hélène. Au moins trois navires font alors le voyage car 6 compagnies doivent passer dans la colonie dans les derniers mois de 1670. Les navires ont environ 500 personnes à leur bord, dont des filles du roi, des capitaines et des officiers, en plus de la nourriture et des animaux (étalons et brebis notamment). L’Hélène arrive à Québec avec l'intendant Jean Talon le 18 août 1670 après maintes péripéties maritimes. Le second navire, Le Nouvelle France, arrive le 28 août après être allé chercher, sur ordre du roi, 200 soldats aux îles Percées. Le troisième, le Saint Pierre de Hambourg, arrive enfin le 21 septembre 1670.  
Dans les mois qui suivent, Talon encourage et met sur pied plusieurs expéditions d'exploration du continent nord-américain, ce qui ne sera pas sans créer des frictions avec le gouverneur puisque cela fait partie de son mandat. Le but de l'intendant « était de donner à la colonie ses frontières naturelles, d’organiser son commerce, de renforcer ses alliances ». Dans toutes les directions, il s'efforce de trouver le passage de la mer de l’Ouest. En 1670, il approuve le projet de Robert Cavelier de La Salle de chercher, au sud, un passage vers la mer de Chine. La même année, il envoie Simon-François Daumont de Saint-Lusson dans la région du lac Supérieur. Il le nomme à cet effet commissaire subdélégué « pour la recherche de la mine de cuivre au pays des Outaouas, Nez-Percés, Illinois, et autres nations découvertes et à découvrir en l’Amérique Septentrionale du côté du lac Supérieur ou mer Douce ». Accompagné de l'interprète Nicolas Perrot, il doit de plus tenter de trouver le passage du Nord-Ouest en direction septentrional. 

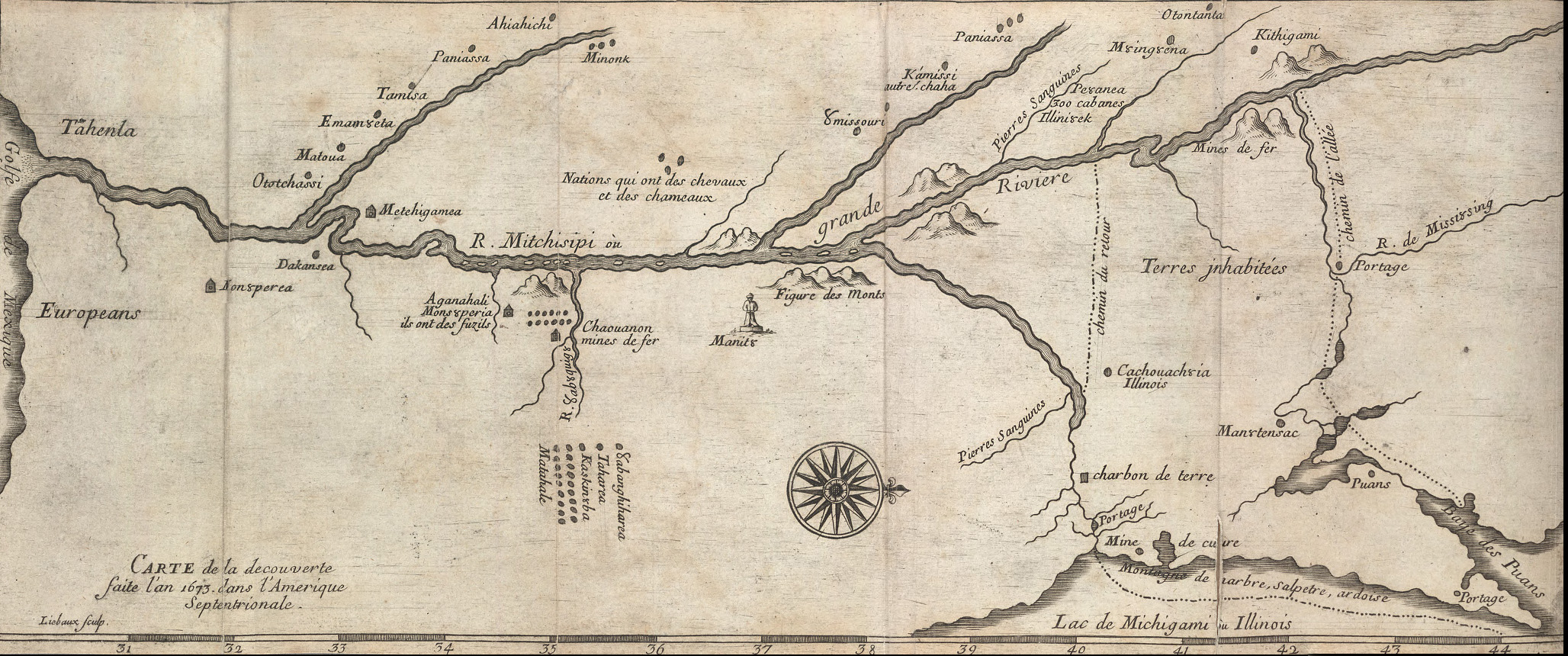
Louis Jolliet et le père Marquette explorent le Mississippi en 1673.

En 1671, le père Albanel et Saint-Simon sont chargés de parcourir la région de la baie d’Hudson. Conscient de la nécessité d’avoir un port de mer ouvert à l’année, il tente de trouver des voies vers l’Atlantique, en passant par l’Acadie. À la fin de l’été 1671, Talon confie une autre mission à Saint-Lusson, cette fois de trouver le moyen le plus rapide de se rendre en Acadie par voie de terre.   
Puis en 1672, l’intendant Talon et le gouverneur Frontenac mandatent le commerçant Louis Jolliet et le père Jacques Marquette de se porter « à la découverte de la mer du Sud, par le païs des Maskouteins, et la grande rivière [que les Autochtones] appellent Michisippi qu’on croit se decharger dans la mer de la Californie ». Selon l'historien Jean-François Palomino, cette expédition d'exploration de la vallée du Mississippi a particulièrement bien été préparée de façon à convaincre le roi d’étendre ses possessions sur le continent nord-américain : « le commerçant y rapporte des fourrures et espère y obtenir un monopole de traite, le missionnaire élargit la zone d’influence de sa congrégation, tout comme l’État français qui étend sa connaissance du continent. » Talon suggère à cet effet d’autoriser les voyages en échange de rapports écrits et de cartes. En revenant de leur expédition en 1673, Jolliet et Marquette s'arrêtent sur le site de la ville actuelle de Chicago (point de passage entre les Grands Lacs du Canada et le bassin du Mississippi) et y créent un poste permanent de traite de fourrures.  
Entre-temps, Talon ne délaisse pas le peuplement de la vallée du Saint-Laurent pour autant. Le 20 octobre 1671, il publie une ordonnance intimant aux hommes célibataires d’épouser les femmes originaires de France, sous peine de ne plus pouvoir pêcher, chasser et faire la traite des fourrures. Des primes en argent sont aussi versées aux familles nombreuses (10 enfants et plus) et à ceux qui contractent des mariages précoces. Pour la seule année 1671, on compte de 600 à 700 naissances dans la colonie. Le 5 juin 1672, Talon émet une ordonnance qui vise à retenir les hommes dans la colonie, en interdisant de courir les bois sans l’accord préalable du gouverneur ou de l’intendant. Ces mesures portent fruit. Pendant l'ensemble de son administration, la population de la Nouvelle-France a ainsi plus que doublé, passant de 3 215 à 7 605 habitants. 

#### Fief personnel et anoblissement
Talon était désireux de se constituer un fief personnel à Québec. En 1667 et 1668, il acquiert trois terres situées à l'emplacement du parc Victoria actuel. En 1670, il acquiert le domaine de l'Espinay, qui s'étend de la rivière Saint-Charles jusqu'au-delà des terrains actuels d'ExpoCité. Dans une lettre à Colbert datée du 10 novembre 1670, il laisse transparaître son désir d'être récompensé par un titre de noblesse. Il est fait capitaine et gouverneur du château de Mariemont la même année. Puis Talon reçoit une lettre de Colbert datée du 11 février 1671 lui annonçant que ses terres constituaient désormais une baronnie et qu'il détenait par ce fait le titre de baron des Islets. En 1675, trois ans après son retour en France, son domaine est promu au rang de comté. Talon se voit ainsi nommer comte d'Orsainville en 1675.  

#### Retour en France
L'état de santé de Talon se dégradait depuis son retour en Nouvelle-France en 1670 ; il demande donc son rappel vers la métropole en 1672. Il quitte définitivement Québec pour la France en novembre. Cette même année, la guerre de Hollande commence en Europe (elle se terminera en 1678), ce qui contribue au net ralentissement des efforts de développement de la Nouvelle-France dans les années à venir.  

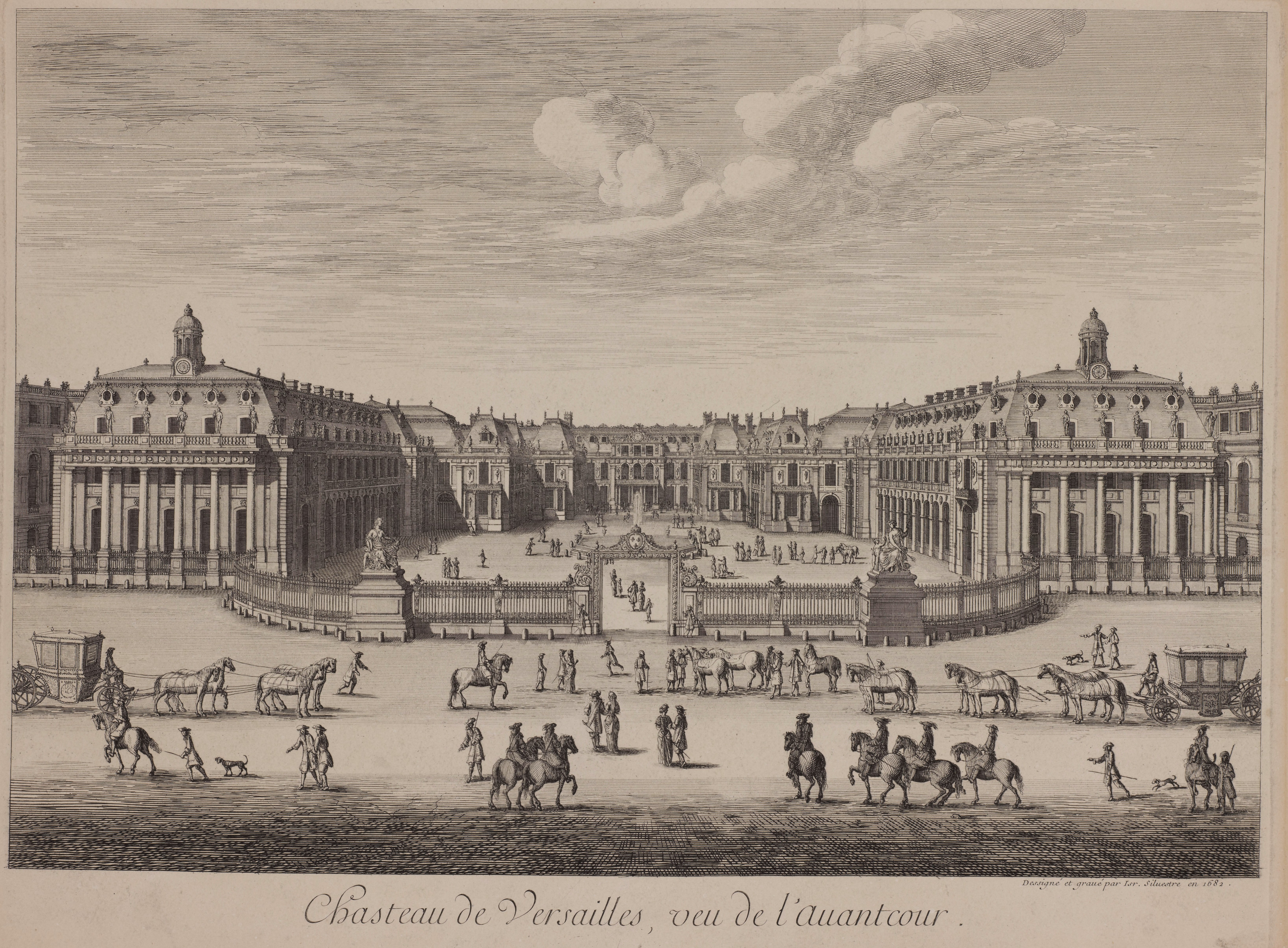
Jean Talon gravite dans l'entourage de la Cour après son retour en France, entre Paris et Versailles.

Peu après, il est nommé premier valet de la garde-robe du roi et secrétaire de son cabinet. Il s'installe à Paris, rue du Bac, et passe la vingtaine d'années suivantes dans l’entourage de la Cour.  En février 1694, Louis XIV le nomme gouverneur et prévôt de Binche.

### Décès
Jean Talon meurt le 23 novembre 1694 à Paris (paroisse Saint-Sulpice) et est inhumé le 3 octobre 1695 à Châlons-en-Champagne, lieu de sa naissance, en la collégiale Notre-Dame-en-Vaux, lieu de son baptême. Il lègue sa fortune et ses biens à ses neveux et nièces, étant demeuré célibataire jusqu'à sa mort. Après celle-ci, son neveu et héritier Jean-François Talon vend son domaine canadien à Mgr de Saint-Vallier, qui en fait aussitôt don à l'hôpital général de Québec.

### Talon dans l'historiographie
Le personnage de Jean Talon a longtemps bénéficié d'une fortune mémorielle prolifique de la part des historiens, qui culmine avec la parution d'une biographie signée par Thomas Chapais en 1904. Son rôle dans le développement de la colonie a été évalué très positivement par eux. Encore dans le Dictionnaire biographique du Canada, André Vachon est dithyrambique. Il vante ainsi son « génie inventif », son « remarquable esprit de synthèse », parle de son œuvre dont « il fut à la fois l'architecte et le bâtisseur » et rapporte le qualificatif utilisé par mère Juchereau de Saint-Ignace d'« incomparable intendant ». Selon Vachon, ses nombreux échecs ne lui sont pas imputables. Il soutient que c'est plutôt la responsabilité de « la cour et des administrateurs coloniaux ».  
Aujourd'hui, comme l'historien Alain Laberge l'affirme, « le caractère artificiel des initiatives économiques enthousiastes de Talon est maintenant largement reconnu et les mérites de l'intendant ont ainsi pu être relativisés et même revus à la baisse ». Il ajoute qu'« on se rend compte que la contribution principale de Talon à l'histoire de cette période se situe surtout dans sa capacité et sa détermination à favoriser l'implantation de l'autorité royale dans la colonie ».

## Hommages

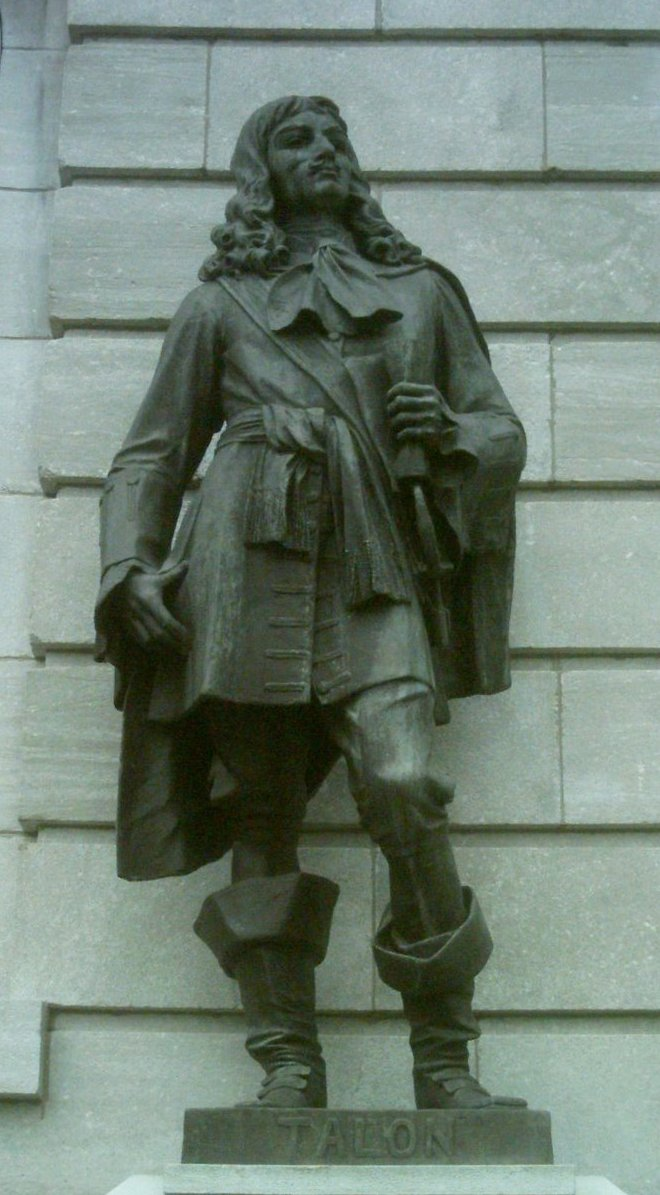
Jean Talon, statue de la façade de l'hôtel du Parlement du Québec.

Le nom Jean Talon a été donné à de nombreux toponymes au Québec, dont 47 sont recensés en 2012 par la Commission de toponymie du Québec.
Exemples de lieux et d'édifices portant le nom de Jean Talon :
- Tour Jean-Talon Bell à Montréal ;
- Station de métro Jean-Talon à Montréal ;
- Marché Jean-Talon à Montréal ;
- L'édifice Jean-Talon à Québec ;
- Rue Jean-Talon à Montréal (notamment arrondissement Saint-Léonard) ;
- La circonscription électorale de Jean-Talon dans la région de Québec ;
- L'édifice Jean-Talon, un des édifices de Statistique Canada à Ottawa.

Jean Talon a été désigné: 
Personnage historique national par le gouvernement fédéral du Canada en 1974. 
Personnage historique par le ministère de la Culture et des Communications du Québec en 2013.
Une plaque commémorative a été érigée à l'ancien édifice de la Brasserie-Boswell à Québec en sa mémoire par la Commission des lieux et monuments historiques du Canada. 
Une statue de Jean Talon apparaît sur la façade de l'hôtel du Parlement de Québec.
Sa mémoire perdure aussi en France et en particulier dans sa ville natale de Châlons-en-Champagne où une rue, un lycée polyvalent et un gymnase portent son nom. Une statue de style contemporain, œuvre de Juan Carlos Carrillo, est érigée depuis 2004 à côté de la collégiale Notre-Dame-en-Vaux où il repose.
Une rue porte également son nom dans la périphérie sud de la ville d'Épernay.

## Galerie de lettres

Projet de règlements par Jean Talon, intendant de la Nouvelle-France, au sujet de l'établissement du pays (24 janvier 1667)
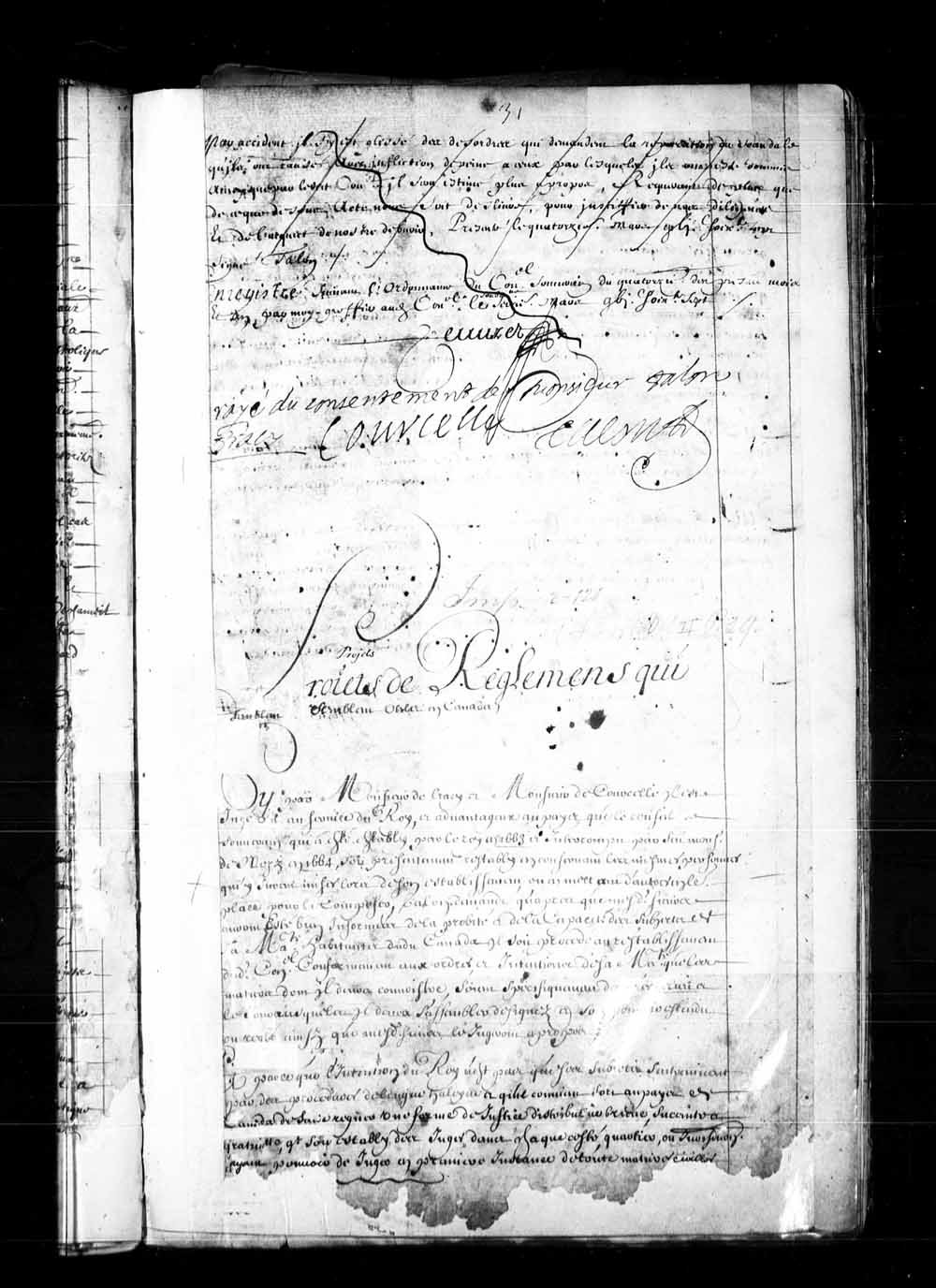
p.1
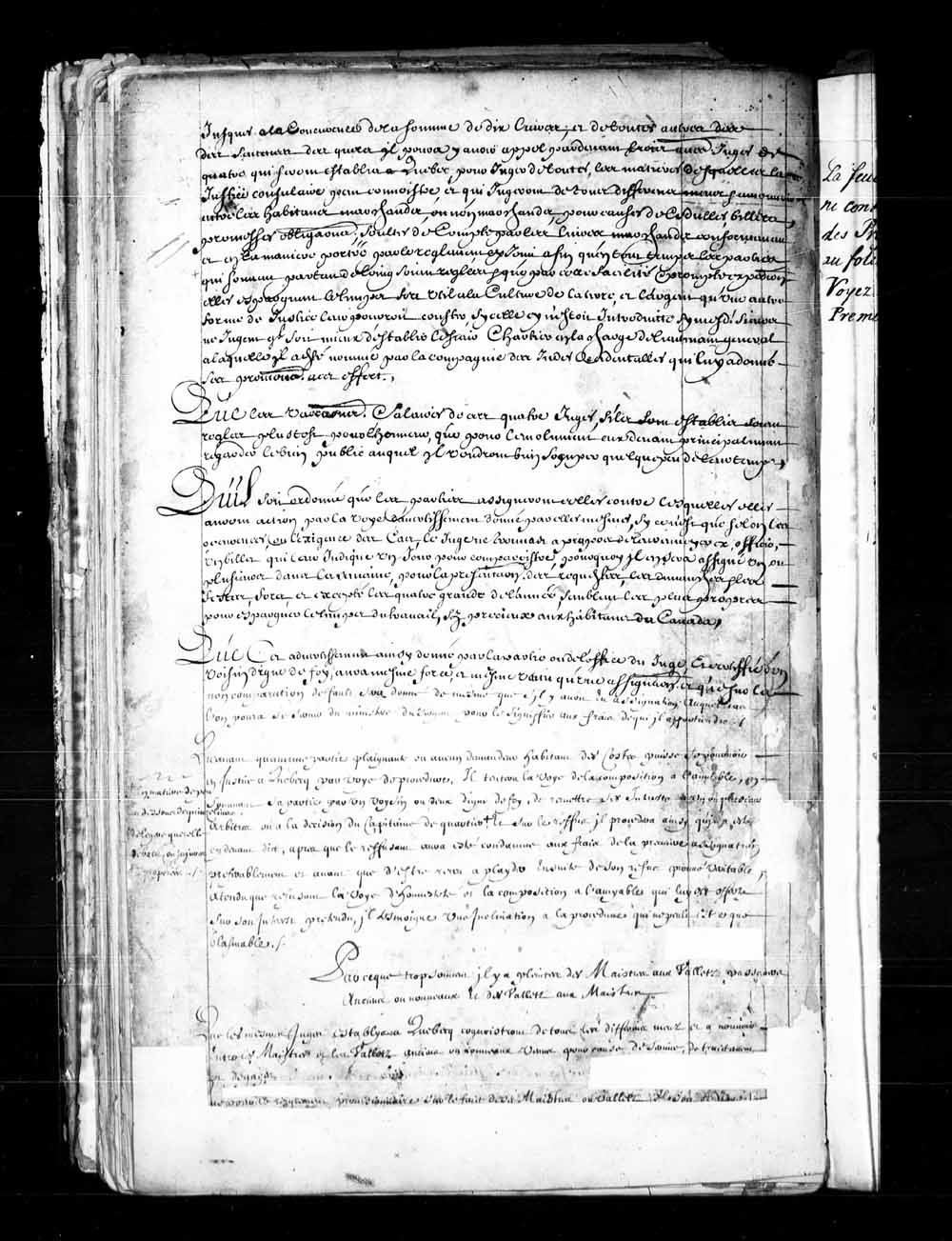
p.2
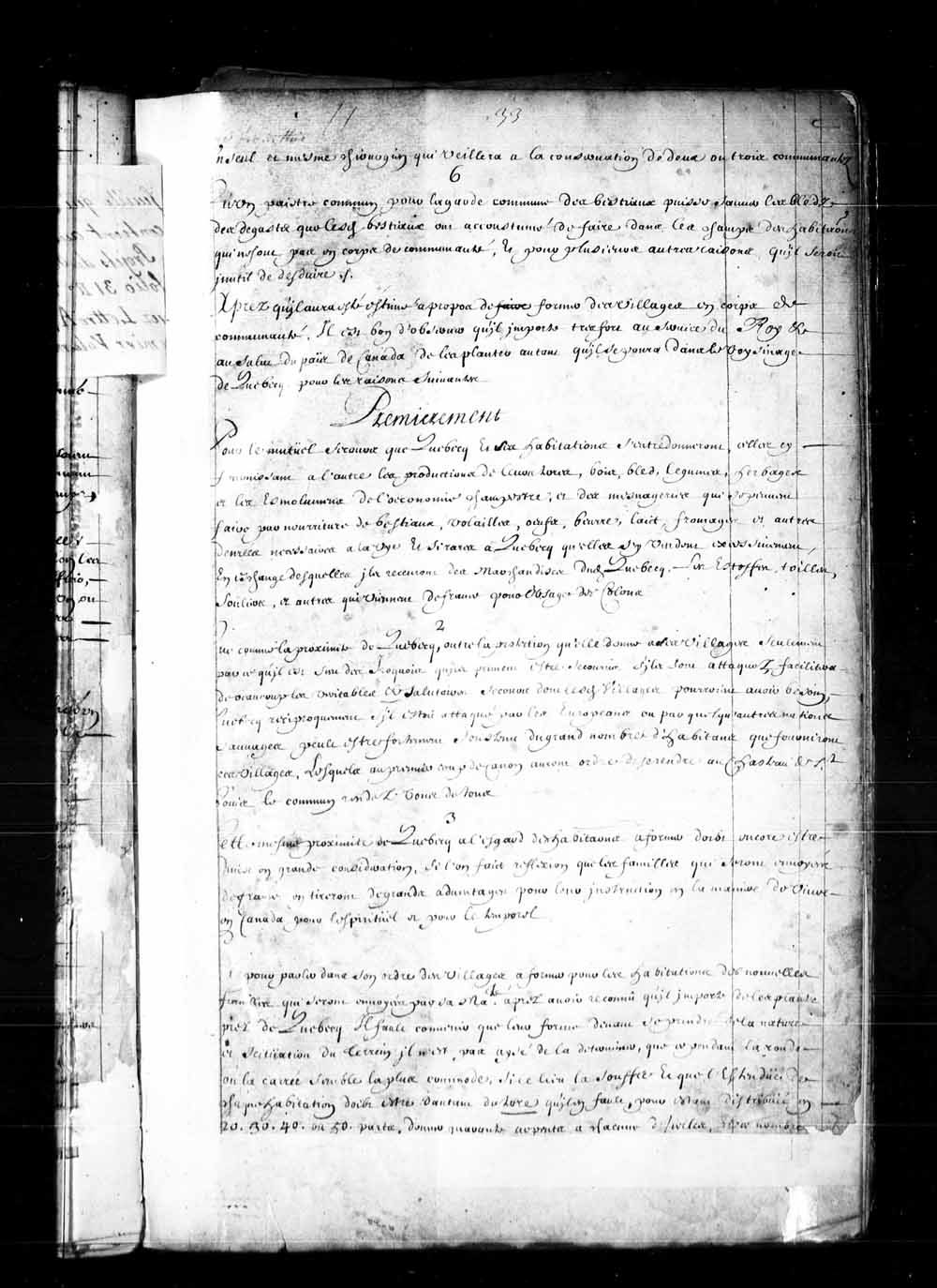
p.3
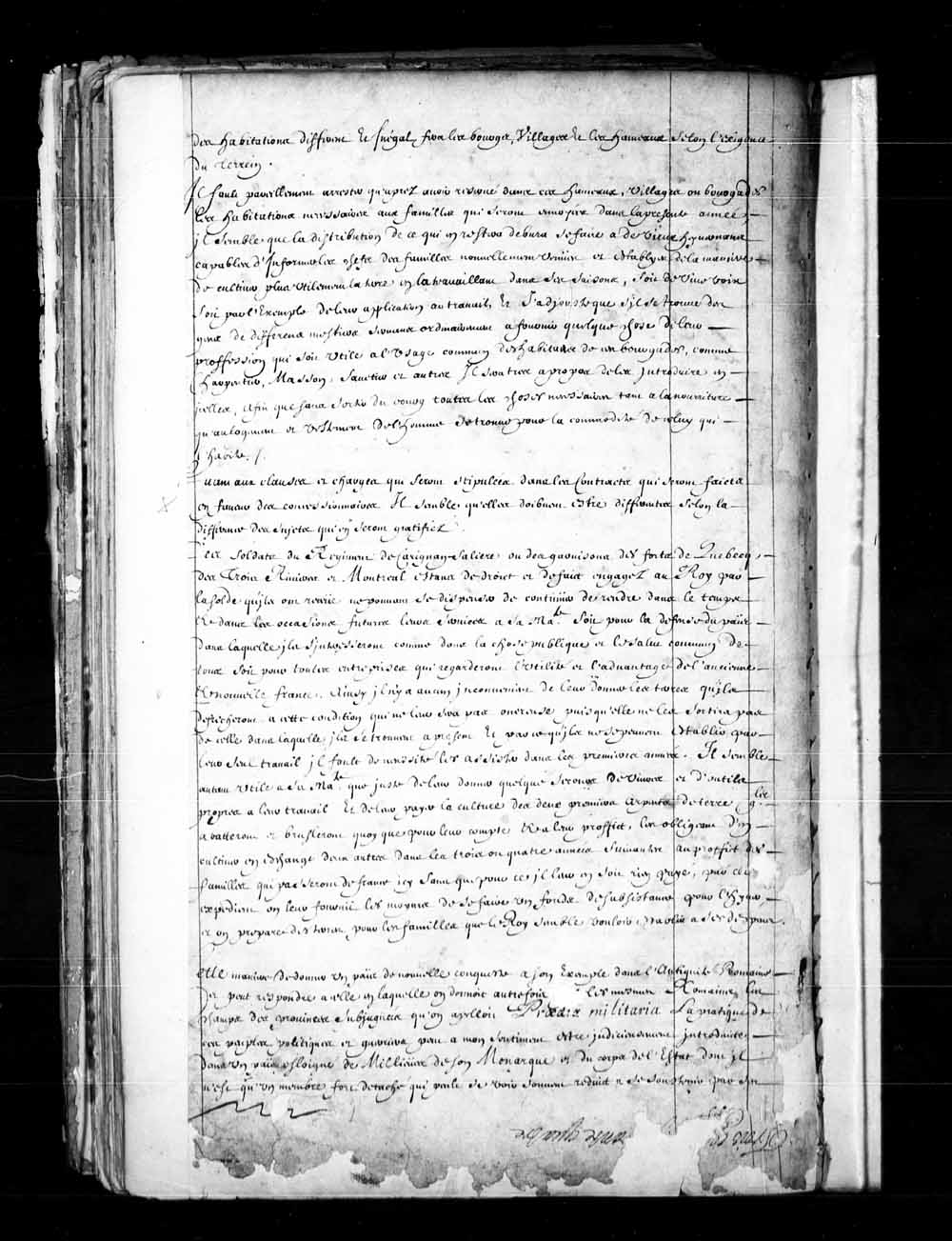
p.4
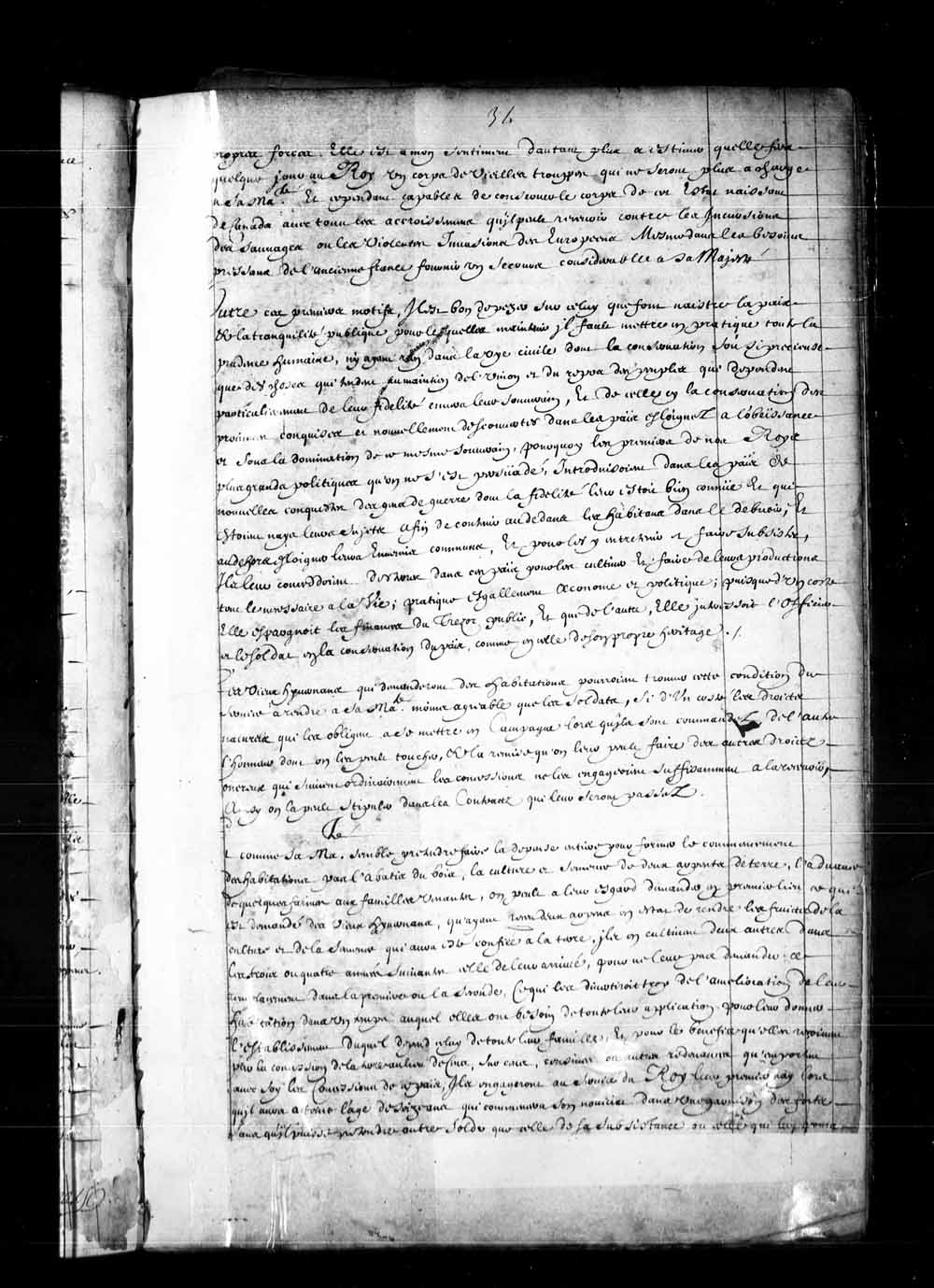
p.5
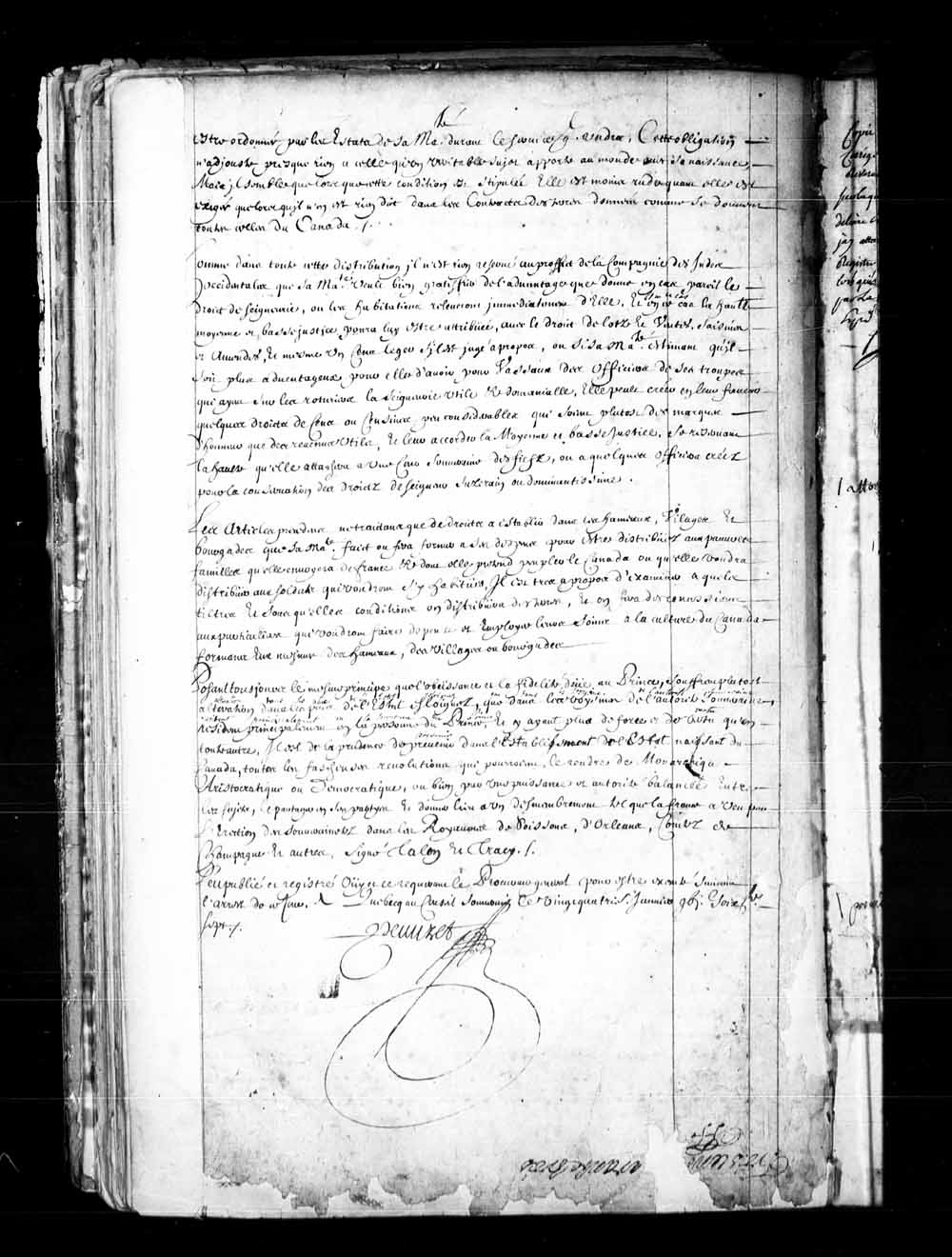
p.6